# Flughafen Mohéli Bandar Es Eslam

i8
i11
i13
Der Flughafen Mohéli Bandar Es Eslam (englisch Mohéli Bandar Es Eslam Airport, auch Flughafen Mohéli, IATA-Code: MWA, ICAO-Code: FMCI) ist ein Flughafen nahe der Stadt Fomboni auf der zu den Komoren gehörenden Insel Mohéli.
Der Flughafen verfügt über ein sehr einfaches Terminal und ist der einzige Flugplatz auf der Insel Mohéli. 

## Fluggesellschaften und Ziele
Der Flughafen wird im Liniendienst durch die komorische Fluggesellschaft AB Aviation angeflogen, welche von hier aus andere Ziele innerhalb der Komoren bedient.

## Zwischenfälle
Am 9. April 2007 verunglückte eine LET L-410 der Comores Aviation (D6-CAK) auf dem Weg von Anjouan nach Mohéli, als das Flugzeug nach einem Startabbruch über das Startbahnende hinausschoss. Alle 15 Insassen überlebten, das Flugzeug war ein Totalschaden.